# Party Hard (Andrew W.K.)
Party Hard è un singolo di Andrew W.K., pubblicato il 29 ottobre 2001 per la casa discografica Island ed è incluso nel suo primo album I Get Wet. La canzone fu il primo successo di Andrew W.K, raggiungendo il numero 19 nella UK Singles Chart.
Il singolo britannico contiene una canzone precedentemente pubblicata ("Make Sex"), una non pubblicata ("Violent Life") e il video di "Party Hard". Un singolo promozionale fu pubblicato per le radio degli Stati Uniti nel 2002. Esso conteneva "Party Hard", il video della canzone e una intitolata "Andrew W.K.".

## Successo
"Party Hard" è stata nominata 89ª miglior canzone hard rock di tutti i tempi da VH1.
Pitchfork ha classificato la canzone al numero 129 della sua lista delle 500 migliori canzoni degli anni duemila. Il recensore Mark Richardson ha scritto: "Prima che Red Bull e vodka diventassero alla moda e che le bevande sportive rendessero il decennio volto alla ricerca dell'energia estrema, il movimento aveva già il suo inno."

## Video musicale
Il video inizia con Andrew WK che si fa la barba e si allaccia le scarpe in bagno. Rivolto verso uno specchio, rivela un'incisione sulla fronte nella posizione del terzo occhio. In seguito accende un interruttore che illumina un magazzino in cui si trova un palco. Nel resto del video il gruppo suona la canzone sul palco.

## Nella cultura popolare
La canzone appare in diversi film, spettacoli televisivi, speciali, spettacoli sul web e videogame, inclusi 110 e frode, The Smash Brothers, Pro Evolution Soccer 2010, i festeggiamenti del 50º anniversario di ABC, The Secret Life of Pets, Diario di una schiappa - La legge dei più grandi e Madden NFL 2003 oltre che per la pubblicità del film Monsters University.
"Party Hard" è apparso anche come contenuto scaricabile del videogioco Rock Band 3, oltre che come una delle canzoni a difficoltà "estrema" del gioco per telefoni cellulari Beatstar.

## Altre apparizioni
"Party Hard" è utilizzata come musica d'ingresso del giocatore della Professional Darts Corporation Steve Hine. 
In precedenza era stata utilizzata dagli ora defunti San Francisco Bulls della ECHL dopo avere segnato un gol nelle gare interne al Cow Palace.
La canzone è stata utilizzata da Google nella pubblicità del sistema operativo Android, con il titolo di "And You" il 15 ottobre 2014, come parte della sua campagna "Be Together. Not the Same.", oltre che nel trailer del film  Disney/Pixar del 2013 in CGI Monsters University un anno prima.
A partire dal 29 ottobre 2015 e dopo una petizione dei tifosi , Party Hard è la canzone utilizzata dai Pittsburgh Penguins dopo un gol.  I Penguins vinsero due Stanley Cup consecutive con "Party Hard" come loro canzone ufficiale dopo i gol. I Wilkes-Barre/Scranton Penguins, squadra affiliata ai Pittsburgh Penguins, hanno utilizzato anch'essi la canzone dopo le marcature nella stagione AHL 2017-2018. Dopo che i Penguins hanno cambiato la loro canzone per i gol con "Jump Around" degli House of Pain per la stagione 2019–20, la stagione successiva sono tornati a "Party Hard".
I Texas Revolution hanno utilizzato anch'essi questa canzone dopo avere segnato un touchdown nella stagione 2016.

## Classifiche
| Classifica (2001–02) | Pos. massima |
| -------------------- | ------------ |
| Germania             | 92           |
| Svezia               | 57           |
| Scozia               | 15           |
| UK Singles           | 19           |
| UK Rock & Metal      | 3            |